# Giorgi Diasamidze
Giorgi Diasamidze (født 8. maj 1992) er en georgisk fodboldspiller, der spiller for Dinamo Tiflis's 2. hold. Han har desuden spillet på ungdomslandsholdet i Georgien.

## Karriere

### AGF
Giorgi Diasamidze blev inviteret til at træne med AGF's reserve hold i januar 2011. Han skrev kontrakt med AGF i foråret 2011 og begyndte derefter at træne med A-truppen. Det var en anden georgisk fodboldspiller i AGF David Devdariani, der anbefalede AGF at hente landsmændende Diasamidze og Davit Skhirtladze.[kilde mangler] Han debuterede for AGF mod HB Køge d. 29. maj 2011 på udebane.. Denne kamp blev hans eneste i Aarhus-klubben, da hans kontrakt blev ophævet d. 6. marts 2012, da han ikke havde udsigt til spilletid på klubbens førstehold.